# Knut Kroon
Knut William Kroon (født 19. juni 1906, død 27. februar 1975) var en svensk fodboldspiller (angriber).
På klubplan spillede Kroon hele 17 år for Helsingborgs IF i sin fødeby. Han var med til at vinde hele fem svenske mesterskaber og én pokaltitel med klubben.
Kroon spillede desuden 34 kampe og scorede 18 mål for Sveriges landshold, og repræsenterede sit land ved VM 1934 i Italien, samt ved OL 1936 i Berlin.

## Titler
Svensk mesterskab
- 1929, 1930, 1933, 1934 og 1941 med Helsingborg

Svenska Cupen
- 1941 med Helsingborg